# Oka (Europees Rusland)

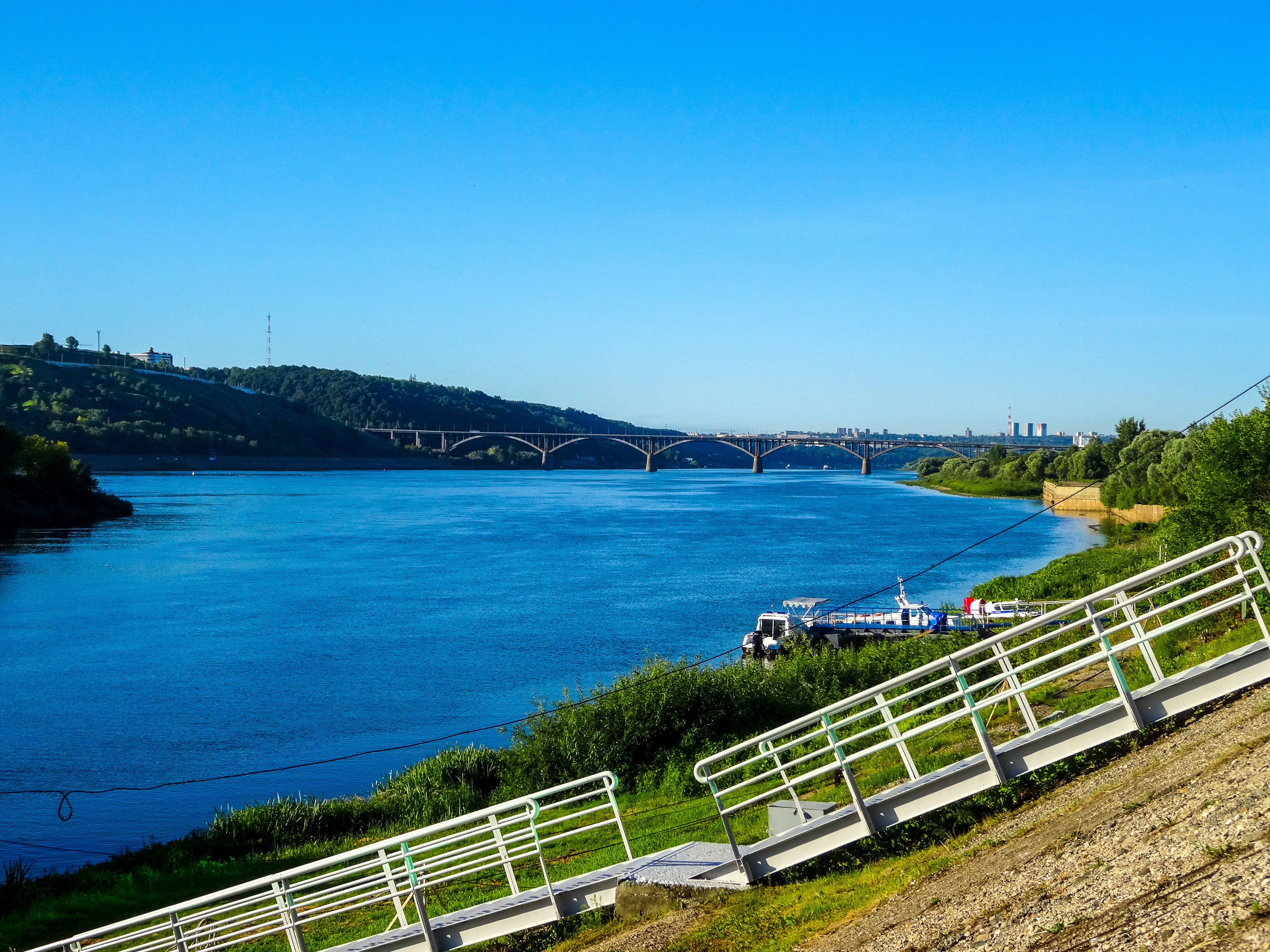
Zicht op de Molitovsky-brug vanaf de oever van de Oka-rivier. Juli 2014

De Oka (Russisch: Ока) is een rivier in het midden van Europees Rusland en de voornaamste rechterzijrivier van de Wolga.
De rivier stroomt door of langs steden als Orjol, Kaloega, Kolomna, Rjazan en Moerom, en mondt bij Nizjni Novgorod uit in de Wolga. De lengte van de Oka bedraagt 1480 km, waarvan er 1200 (vanaf Serpoechov) bevaarbaar zijn. De bekendste zijrivier van de Oka is de Moskva: de Oka maakt dan ook deel uit van de historische verbinding van Moskou met de Wolga.
In de winterperiode is de Oka vijf maanden dichtgevroren. Tot een aantal jaar geleden werd er in de winterperiode door het autoverkeer gebruikgemaakt van het ijs om de overkant van de rivier te bereiken. Heden ten dage is dit niet meer mogelijk, omdat door de minder strenge winters de draagkracht van het ijs sterk is afgenomen.
- Gemeinsame Normdatei: 4321797-7
- Nationale Bibliotheek van Tsjechië: ge117613